# Municipio de West Cocalico
El municipio de West Cocalico (en inglés: West Cocalico Township) es un municipio ubicado en el condado de Lancaster en el estado estadounidense de Pensilvania. En el año 2000 tenía una población de 6.967 habitantes y una densidad poblacional de 97.5 personas por km².

## Geografía
El municipio de West Cocalico se encuentra ubicado en las coordenadas 40°17′00″N 76°06′59″O / 40.28333, -76.11639.

## Demografía
Según la Oficina del Censo en 2000 los ingresos medios por hogar en la localidad eran de $53,045 y los ingresos medios por familia eran de $57,152. Los hombres tenían unos ingresos medios de $40,077 frente a los $24,184 para las mujeres. La renta per cápita de la localidad era de $20,306. Alrededor del 2,6% de la población estaba por debajo del umbral de pobreza.